# Banbury cake
La Banbury cake è un dolce britannico composto da una pasta sfoglia contenente un ripieno a base di burro, scorza di frutta, zucchero di canna, acqua di rose, rum e noce moscata.

## Storia
Le Banbury cake vennero inventate nel 1586 nell'omonima località inglese da Edward Welchman, che lavorava in una panetteria di Parsons Street, ed erano inizialmente una specialità esclusivamente locale di cui la ricetta veniva tenuta segreta. Benché fossero differenti da quelle odierne sia in termini di dimensioni, tipologia di pasta e metodo di preparazione, le prime ricette pervenuteci di Banbury cake furono pubblicate da vari scrittori del diciassettesimo secolo fra cui Gervase Markham, che riportò il metodo di preparazione del dolce sul suo The English Huswife (1615). Stando ad alcune testimonianze della fine del diciannovesimo secolo, i punti di ristoro della stazione ferroviaria di Swindon vendevano "Banbury cake e pork pie (ovviamente stantie)." La Regina Vittoria consumava le Banbury cake durante i viaggi che faceva ogni agosto partendo da Osborne House per giungere al castello di Balmoral. Lungo il Novecento, questi dolci venivano mangiati durante il tè del pomeriggio ed esportati in Australia, nelle Indie orientali e in America in cesti di vimini.